# Ángel Castillo
Ángel de Jesús Castillo Enríquez (Maracay, 18 aprile 1957) è un ex calciatore venezuelano, di ruolo attaccante.

## Caratteristiche tecniche
Nonostante giocasse principalmente come centravanti, si disimpegnava bene anche come ala, sia destra che sinistra. Ha occupato varie volte, soprattutto in nazionale, anche il ruolo di esterno destro.

## Carriera

### Club
Ha giocato per il Valencia, dell'omonima città nello stato di Carabobo, tra il 1978 e il 1980, mentre tra il 1988 e il 1989 ha vestito la maglia azzurra del Deportivo Italia.

### Nazionale

#### Nazionale olimpica
Castillo ha rappresentato il Venezuela nell'unica sua partecipazione alle Olimpiadi estive, a Mosca nel 1980, torneo nel quale è sceso in campo tre volte non mettendo a segno alcuna rete.

#### Nazionale maggiore
Nel 1979 viene convocato per la Copa América, nella quale debutta, da esterno, con la rappresentativa venezuelana. Colleziona tre presenze (due da titolare) su quattro nella competizione, tra cui anche la famosa sconfitta per 7-0 contro il Cile. Tra il 1980 e il 1981 gioca diverse amichevoli, di cui molte da titolare; viene chiamato subito dopo per le qualificazioni ai mondiali del 1982, nelle quali disputa due partite su quattro. Dopo una pausa di oltre sei anni, ritorna in nazionale per partecipare alla Copa América 1987; tuttavia non riesce a trovare spazio e rimarrà sempre in panchina.